# 温貞菱
温貞菱（1992年10月23日—），是臺灣的演員、節目主持人，淡江大學俄國語文學系畢業。

## 個人簡介
温貞菱的母親是有西班牙裔祖先的菲律賓華人；父親則擁有客家裔及日本裔的祖先，在她約兩歲時過世。
温貞菱曾在受訪時分享，母親是菲律賓華裔，靠在人力仲介的工作養大她。當同齡人由父母安排生活大小事時，她不但得照顧自己、靠當兒童模特貼補家用，還得幫全家處理生活大小事。語言的隔閡，使母親無論在對外應對及各式文件填寫、甚至法律問題，都需要幫忙。同時因外界對新住民的眼光，使温貞菱常處在警戒狀態，總得保護母親。
2014年9月，她申請前往俄羅斯當交換生。
2018年11月18號，温貞菱於婚姻平權「為愛返家」造勢音樂會表達「希望我身邊所愛的人都能以民法結婚，如果他們不能，我此生也將不會結婚！」支持同婚立場。

## 職業生涯
2014年，她以於《曉之春》之演出，獲頒第49屆金鐘獎迷你劇集／電視電影女配角獎獎項；2015年以《小孩》入圍第50屆金鐘獎迷你劇集／電視電影女主角獎獎項；2017年擔任第19屆台北電影節之「電影大使」。同年，以《最後的詩句》成為第52屆金鐘獎迷你劇集／電視電影女主角獎得主，並成為該獎項當時最年輕的獲頒者之一。
2019年，温貞菱以《陽光普照》入圍第56屆金馬獎最佳女配角獎獎項；2021年因《不想一個人》再次入圍第58屆金馬獎最佳女配角獎；2022年跨領域以《阮三个3》獲得金鐘獎益智及實境節目主持人。

## 演出作品

### 長篇劇集
| 首播年份 | 電視名稱              | 演出角色         | 導演           | 備註       |
| -------- | --------------------- | ---------------- | -------------- | ---------- |
| 2010年   | 《牽紙鷂的手》        | 林嘉欣（小星星） | 許肇任         | 女主角     |
| 2010年   | 《死神少女》          | 小菊             | 周美玲         | 女配角     |
| 2011年   | 《前男友》            | 春嬌（學生時期） | 中中           | 客串       |
| 2012年   | 《半熟戀人》          | 安妮             | 洪智育、朱銳斌 | 客串       |
| 2014年   | 《終極惡女》          | 小貓             | 柯政銘、翁靖廷 | 客串       |
| 2015年   | 《出境事務所》        | 宣藍             | 許肇任         | 客串       |
| 2015年   | 《一把青》            | 邵墨婷（靳墨婷） | 曹瑞原         | 第四女主角 |
| 2016年   | 《滾石愛情故事-小薇》 | 方淨薇           | 吳建新         | 女主角     |
| 2017年   | 《我的男孩》          | 潘妍婷           | 徐輔軍         | 女配角     |
| 2019年   | 《鏡子森林》          | 李安安           | 鄭文堂         | 特別演出   |
| 2021年   | 《天橋上的魔術師》    | 奈保子           | 楊雅喆         | 客串       |
| 2021年   | 《斯卡羅》            | 蝶妹             | 曹瑞原         | 女主角     |
| 2022年   | 《她和她的她》        | 楊佳纓           | 卓立           | 第二女主角 |
| 2024年   | 《妳是我的姐妹》      | 尤未來           | 吳宗叡         | 女主角     |
| 拍攝中   | 《便利商店》          |                  | 王鼎霖         |            |

### 迷你劇集
| 首播年份 | 電視名稱                         | 演出角色 | 導演   | 備註   |
| -------- | -------------------------------- | -------- | ------ | ------ |
| 2012年   | 《微笑星光》                     | 劉家汶   | 張佳賢 | 女主角 |
| 2018年   | 《奇蹟的女兒》                   | 陳雨鵑   | 鄭文堂 | 女主角 |
| 2019年   | 《通靈少女2》                    | 詹曉彤   | 劉彥甫 | 女配角 |
| 2023年   | 《你的婚姻不是你的婚姻－沙之書》 | 何宣宣   | 徐麗雯 | 女主角 |

### 電視電影
| 首播年份 | 電視名稱       | 演出角色 | 導演   | 備註   |
| -------- | -------------- | -------- | ------ | ------ |
| 2014年   | 《曉之春》     | 陸嘉菱   | 陳鈺杰 | 女配角 |
| 2015年   | 《小孩》       | 佳家     | 瑋珊   | 女主角 |
| 2017年   | 《最後的詩句》 | 李曉萍   | 曾英庭 | 女主角 |

### 長篇電影
| 上映年份 | 電影名稱       | 演出角色              | 導演   | 備註     |
| -------- | -------------- | --------------------- | ------ | -------- |
| 2011年   | 《黑貓大旅社》 | 方喬喬（201號房房客） | 徐麗雯 | 女配角   |
| 2011年   | 《甜·祕密》    | 恬恬                  | 許肇任 |          |
| 2013年   | 《天后之戰》   | 郭雨琪（KIKI）        | 林立書 |          |
| 2014年   | 《共犯》       | 朱靜怡                | 張榮吉 |          |
| 2014年   | 《迴光奏鳴曲》 | 女兒                  | 錢翔   | 客串演出 |
| 2015年   | 《舞鬥》       | 余小青                | 何平   | 女配角   |
| 2016年   | 《獨一無二》   | 燕子                  | 楊順清 | 女主角   |
| 2017年   | 《血觀音》     | 林翩翩                | 楊雅喆 | 女配角   |
| 2018年   | 《范保德》     | 郭毓琴（年輕時）      | 蕭雅全 | 客串演出 |
| 2019年   | 《第九分局》   | 小雪                  | 王鼎霖 | 女主角   |
| 2019年   | 《陽光普照》   | 郭曉貞                | 鍾孟宏 | 女配角   |
| 2021年   | 《不想一個人》 | 金莎                  | 范揚仲 | 女配角   |
| 2023年   | 《倒數回擊》   | 佳陽                  | 洪子烜 | 女主角   |
| 2025年   | 《緝鬼劍》     | 潘惟真                | 洪子烜 | 女主角   |

### 短片/微電影
| 上線日期 | 影片名稱                                        | 演出角色 | 導演           |
| -------- | ----------------------------------------------- | -------- | -------------- |
| 2017年   | 《離譜音符 （页面存档备份，存于）》             | 影片旁白 | 洪建凱         |
| 2017年   | 《迷語Please Come Home （页面存档备份，存于）》 | 迷路少女 | 胡瑞財         |
| 2019年   | 鏡文學驚悚劇場《打掃》                          | 朱婷     | 卓立           |
| 2019年   | 《潘朵拉》                                      | 可晴     | 吳兆鈞、李原僑 |

### 舞台劇
- 2020年 《猛男地獄》
- 2022年 《四姊妹》
- 2024年 《男言之隱》

### 音樂錄影帶
- 2014年
  - 梁文音〈每一次戀愛〉
  - 劉若英〈半路〉
- 2015年
  - 林昕陽〈讓我嫉妒〉
  - 張惠妹〈不睡〉
- 2016年
  - 戴佩妮〈非誠勿擾〉
- 2017年
  - 潘裕文〈空想夜車〉
  - 潘裕文〈九年〉
  - 羅大佑〈致觀音山〉
  - 林瑪黛〈迷語〉
- 2018年
  - 鄭宜農〈玉仔的心〉
- 2019年
  - 傷心欲絕〈下一步絕望〉
  - 薛之謙〈木偶人〉
- 2020年
  - 韋禮安〈不用告訴我〉
  - 韋禮安〈這樣好嗎〉
  - 李友廷〈直到我遇見了你〉
- 2021年
  - 邱鋒澤〈日環食〉
  - 趙傳〈回不去了〉
  - 魏嘉瑩〈石之心〉

## 主持作品

### 節目
| 首播日期 | 頻道       | 節目名稱                    | 備註     |
| -------- | ---------- | --------------------------- | -------- |
| 2021     | 公視主頻   | 《阮三个：餐車環島發大財2》 | 主持     |
| 2021     | 三立主頻   | 《綜藝大熱門》              | 代班主持 |
| 2022     | 公視主頻   | 《阮三个3》                 | 主持     |
| 2023     | 公視主頻   | 《阮三个：特攻隊3》         | 主持     |
| 2024     | 客家電視台 | 《啊喔！最Kiang駐村小隊》   | 主持     |

## 出版作品

### 雜誌封面
- 2017年
  - ELLE
- 2018年
  - 天下雜誌教育特刊
- 2020年 儂儂Bella雜誌 十月號
- 2021年 明潮雜誌 九月號
- 2021年 大誌 九月號

## 公益活動
- 2019年
  - 至善基金會[8]

## 獎項紀錄
| 年份   | 頒獎典禮              | 獎項                       | 作品           | 角色     | 結果 |
| ------ | --------------------- | -------------------------- | -------------- | -------- | ---- |
| 2014年 | 第49屆金鐘獎          | 迷你劇集／電視電影女配角獎 | 《曉之春》     | 陸嘉菱   | 獲獎 |
| 2015年 | 第50屆金鐘獎          | 迷你劇集／電視電影女主角獎 | 《小孩》       | 佳家     | 提名 |
| 2015年 | 第17屆台北電影節      | 最佳女主角獎               | 《小孩》       | 佳家     | 提名 |
| 2017年 | MOD微電影暨金片子大賽 | 個人獎項最佳女演員獎       | 《迷語》       | 迷路少女 | 提名 |
| 2017年 | 第52屆金鐘獎          | 迷你劇集／電視電影女主角獎 | 《最後的詩句》 | 李曉萍   | 獲獎 |
| 2019年 | 第56屆金馬獎          | 最佳女配角獎               | 《陽光普照》   | 郭曉貞   | 提名 |
| 2021年 | 第58屆金馬獎          | 最佳女配角獎               | 《不想一個人》 | 金莎     | 提名 |
| 2022年 | 第57屆金鐘獎          | 益智及實境節目主持人獎     | 《阮三個3》    | 不適用   | 獲獎 |

## 外部連結
- 温貞菱的新浪微博
- 温貞菱的Facebook專頁
- 温貞菱的Instagram帳戶
- 温貞菱在互联网电影资料库（IMDb）上的資料（英文）
- 温貞菱在香港影庫上的簡介
- 温貞菱在豆瓣上的资料（简体中文）
- 温貞菱在时光网上的簡介（简体中文）
- 温貞菱在台灣電影網上的資料（繁體中文）